# Tuje
Tuje (llamada oficialmente San Pedro de Tuxe) es una parroquia y un lugar del municipio español de El Bollo, perteneciente a la provincia de Orense, en la comunidad autónoma de Galicia.

## Toponimia
La parroquia también es conocida por el nombre de San Pedro de Tuje.

## Historia
La parroquia pertenece al término municipal orensano de El Bollo, en la comunidad autónoma de Galicia. La parroquia, que limita al oeste con el río Bibey, contaba hacia 1849 con 350 habitantes. En 2018 su población ascendía a 35 habitantes. Aparece descrita en el decimoquinto volumen del Diccionario geográfico-estadístico-histórico de España y sus posesiones de Ultramar de Pascual Madoz de la siguiente manera:

TUJE (San Pedro): felig. en la prov. de Orense (12 leg.), part. jud. de Viana (2), dióc. de Astorga (22), ayunt. del Bollo (1 1/2); sit. en una altura con alguna inclinacion al S., vientos mas comunes N. y S.; clima templado y sano. Tiene 70 casas en el l. de su nombre y en el del Bao. La igl. parr. (San Pedro), de la que es aneja la de Cilleros (San Salvador) está servida por un cura de provision en concurso; también hay una ermita que ninguna particularidad ofrece. Confina N. Cambela; E. Rigueira; S. Bujan, y O. r. Bibey. El  terreno es arenisco y de escasa produccion; le baña un arroyo que pasa por la parte del S. y va á confluir en el Bibey; en varios puntos hay sotos de castaños y robles. Los caminos conducen á Viana y pueblos inmediatos : el correo se recibe del Bollo. prod.: trigo, centeno, cebada, patatas, castañas y hortalizas; se cria ganado vacuno, mular, de cerda, lanar y cabrio; caza de perdices, liebres, conejos y algun jabali y pesca de varias clases. ind.: la agrícola y 2 molinos harineros. pobl.: 70 vec., 350 alm. contr. con su ayunt. (V).
(Madoz, 1849, p. 182)

## Organización territorial
La parroquia está formada por tres entidades de población:

### Entidades de población
Entidades de población que forman parte de la parroquia:
- A Rigueira
- Tuxe

### Despoblado
Despoblado que forma parte de la parroquia:
- O Vao

## Demografía

### Parroquia
| Gráfica de evolución demográfica de Tuje (parroquia) entre 2000 y 2022 |
|                                                                        |
| Datos según el nomenclátor publicado por el INE.                       |

### Lugar
| Gráfica de evolución demográfica de Tuxe (lugar) entre 2000 y 2022 |
|                                                                    |
| Datos según el nomenclátor publicado por el INE.                   |

## Patrimonio
En la parroquia hay una iglesia bajo la advocación de San Pedro.